# Безруков, Руслан Кэмилевич
Русла́н Кэми́левич Безру́ков (род. 21 марта 2002, Ростов-на-Дону) — российский футболист, полузащитник клуба «Рубин».

## Биография
Уроженец Ростова-на-Дону, по национальности — татарин. Футболом начал заниматься в 7 лет в СДЮСШ «Юность России» (Ростов-на-Дону). Первый тренер Айвазов Сергей Михайлович. Через год перешёл в школу ростовской «Звезды», а через два года в академию «Ростова». Его настоящая фамилия — Тимербулатов, а нынешнюю фамилию он имеет по причине того, что во время ВОВ один из его прадедов лежал в госпитале без сознания и без руки, но из-за нужды заполнения документов и незнания настоящей фамилии прадед был назван Безруковым.
13 июля 2019 года дебютировал в молодёжном первенстве в матче против «Оренбурга».
1 сентября 2021 года на правах свободного агента перешёл в ростовский СКА. 4 сентября 2021 года дебютировал на профессиональном уровне в матче против «Форте», выйдя в стартовом составе.
17 июня 2022 года пополнил состав клуба «Нефтехимик». За клуб провёл 7 матчей.
30 августа 2022 года был куплен казанским «Рубином». Вместе с клубом в сезоне 2022/23 стал победителем Первой лиги.
25 сентября 2023 года дебютировал в чемпионате России, выйдя на замену в матче против «Факела».

## Статистика выступлений
| Выступление          | Выступление       | Выступление      | Лига | Лига | Кубки | Кубки | Итого | Итого |
| Клуб                 | Лига              | Сезон            | Игры | Голы | Игры  | Голы  | Игры  | Голы  |
| -------------------- | ----------------- | ---------------- | ---- | ---- | ----- | ----- | ----- | ----- |
| СКА (Ростов-на-Дону) | Второй дивизион   | 2021/22          | 26   | 4    | 0     | 0     | 26    | 4     |
| СКА (Ростов-на-Дону) | Итого             | Итого            | 26   | 4    | 0     | 0     | 26    | 4     |
| Нефтехимик           | Первая лига       | 2022/23          | 7    | 0    | 0     | 0     | 7     | 0     |
| Нефтехимик           | Итого             | Итого            | 7    | 0    | 0     | 0     | 7     | 0     |
| Рубин                | Первая лига       | 2022/23          | 17   | 1    | 0     | 0     | 17    | 1     |
| Рубин                | РПЛ               | 2023/24          | 19   | 2    | 5     | 0     | 24    | 2     |
| Рубин                | РПЛ               | 2024/25          | 24   | 3    | 9     | 0     | 33    | 3     |
| Рубин                | РПЛ               | 2025/26          | 5    | 0    | 1     | 0     | 6     | 0     |
| Рубин                | Итого             | Итого            | 65   | 6    | 15    | 0     | 80    | 6     |
| → Рубин-2            | Вторая лига («Б») | 2023             | 1    | 0    | —     | —     | 1     | 0     |
| → Рубин-2            | Итого             | Итого            | 1    | 0    | —     | —     | 1     | 0     |
| Всего за карьеру     | Всего за карьеру  | Всего за карьеру | 99   | 10   | 15    | 0     | 114   | 10    |

## Достижения
СКА (Ростов-на-Дону)
- Серебряный призёр Второй дивизион (группа 1): 2021/22

«Рубин»
- Победитель Первой лиги: 2022/23